# Open di Zurigo 1991
L'Open di Zurigo 1991 è stato un torneo femminile di tennis giocato sul sintetico indoor. È stata l'8ª edizione del torneo, che fa parte della categoria Tier II nell'ambito del WTA Tour 1991. Si è giocato nell'Hallenstadion di Zurigo in Svizzera, dal 7 al 13 ottobre 1991.

## Campionesse

### Singolare
Steffi Graf  ha battuto in finale  Nathalie Tauziat con il punteggio di 6–4, 6–4

### Doppio
Jana Novotná /  Andrea Strnadová hanno battuto in finale  Zina Garrison /  Lori McNeil con il punteggio di 6–4, 6–3